# Илосос

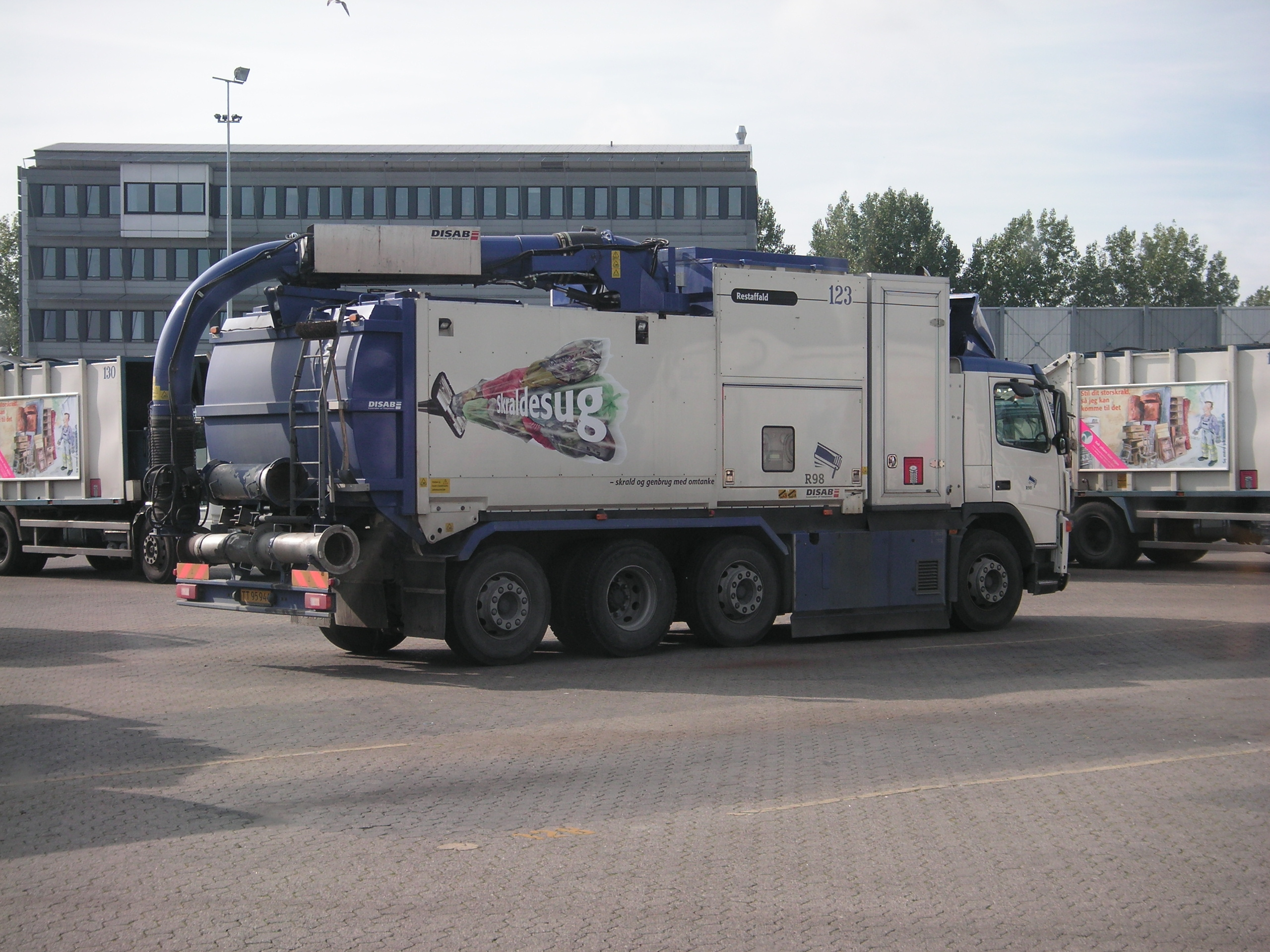
Илосос

Илосос — устройство для вакуумной очистки колодцев, выгребных ям, септиков, отстойников, ливневой и канализационной сетей от ила или нефтешлама и транспортировки его к месту выгрузки. Оборудованные илососами машины могут применяться для очистки колодцев и отстойников очистных сооружений промышленных организаций, а также для забора, транспортировки и выгрузки жидких неагрессивных и невзрывоопасных отходов.
В состав специального оборудования илососа могут входить цистерна, вакуумный насос, плунжерный насос высокого давления, всасывающая стрела, монитор-пистолет для размыва ила,гидравлическая, пневматическая и электрическая системы и дополнительное оборудование.
Диаметр шланга, в среднем, составляет 100 мм, а его длина до 50-60 м.